# Kościół św. Jana Chrzciciela w Rychnowie
Kościół św. Jana Chrzciciela – rzymskokatolicki kościół filialny w Rychnowie. Świątynia należy do parafii Niepokalanego Poczęcia Najświętszej Maryi Panny w Kowalowicach w dekanacie Namysłów wschód, archidiecezji wrocławskiej. Dnia 26 maja 1964 roku, pod numerem 903/64, kościół został wpisany do rejestru zabytków województwa opolskiego.

## Historia
Kościół w Rychnowie został wybudowany na przełomie XV i XVI w. Jego charakterystyczną cechą jest drewniana wieża oraz podmurówka z kamieni narzutowych. Prezbiterium oraz zakrystia to pozostałość po wcześniejszym gotyckim kościółku z XIV wieku. Wyposażenie kościoła jest przede wszystkim barokowe, ołtarz główny pochodzi z 1720 roku. Ambona powstała w okresie renesansowym, z wymalowanymi na niej scenami: Ukrzyżowania, Zmartwychwstania i Wniebowstąpienia.